# Kolonin Nya Zeeland
Kolonin Nya Zeeland (engelska: Colony of New Zealand) var en brittisk besittning i Oceanien åren 1841–1907. Ursprungligen handlade det om en så kallad kronkoloni och lydde under en guvernör utsedd av britterna, men 1853 erhöll kronkolonin självstyre, och 1907 uppnåddes dominionsstatus.

### Fotnoter
1. ↑  ”New Zealand” (på engelska). World Statesmen. http://www.worldstatesmen.org/New_Zealand.htm. Läst 11 maj 2014.